# Capitaine Conan (roman)
Pour les articles homonymes, voir Capitaine Conan et Conan.
Capitaine Conan est un roman historique de Roger Vercel, paru en 1934 aux éditions Albin Michel. Il reçoit le prix Goncourt la même année.
Le roman a été adapté au cinéma pour le film homonyme de Bertrand Tavernier, sorti en 1996.

## Récompenses et prix
Le roman reçoit le prix Goncourt à une voix près au détriment de Maxence Van der Meersch pour Invasion 14.

## Le contexte historique et géographique de l'action
Ce roman se déroule pendant la Première Guerre mondiale.

## Résumé et structure du roman

### Résumé du roman
Lorsque l’armistice de 1918 est déclaré,  le prestigieux corps franc commandé par le lieutenant puis capitaine Conan est envoyé sur le front des Balkans. Il se trouve alors cantonné dans une forêt au bord du Danube, officiellement en mission de soutien à l’armée roumaine exsangue, toujours mobilisée en raison des menaces hongroises. Plongés dans l'inaction, en milieu civil, les hommes de Conan ont du mal à se plier aux lois de la vie civile : ils se retrouvent souvent confrontés à la justice. Norbert, un ami de Conan devenu pour un temps lieutenant-rapporteur du tribunal militaire, enquête sur ces soldats Français commettant des méfaits de plus en plus graves en pays allié. Norbert doit les traduire devant le conseil de guerre. Conan est accusé de meurtre. Norbert abandonne son nouveau poste en refusant d’accuser son camarade et préfère être envoyé sur le front. Lors d’une ultime bataille, Norbert remporte héroïquement la victoire et Conan est réhabilité pour sa bravoure.

### Structure du roman et résumé par chapitre
Ce roman est divisé en quinze chapitres.

#### Dans le chapitre 1
Norbert (son nom n'est pas précisé au lecteur) et des soldats dans une forêt bulgare en plein hiver. Quelques jours après, ils rentrent à la caserne. Le colonel leur apprend la signature de l'armistice le 11 novembre. Norbert discute avec Conan pendant quelques instants, puis Conan invite Norbert à déjeuner dans son P.C. et ils se remémorent le bon vieux temps autour d'un civet aux olives.

#### Dans le chapitre 2
Les soldats français alliés défilent dans Bucarest, capitale de la Roumanie. Norbert fait la connaissance de De Scève, officier français de carrière, qui lui est présenté par Conan. Le soir venu, Norbert patrouille dans les rues de Bucarest en compagnie de quelques hommes. Ils surprennent un sergent de Conan frappant une Roumaine. L'homme ne cherche même pas à se défendre et affirme que son lieutenant se chargera de lui épargner les sanctions qu'il encourt.

#### Dans le chapitre 3
Norbert et Conan, de retour d'une de leurs promenades en ville, arrivent en retard au « dîner à la popote », obligatoire pour les officiers. Norbert écope d'un travail supplémentaire ; il est chargé du rôle d'avocat lors du prochain conseil de guerre. Norbert est contraint d'accepter.
La conversation vient à porter sur les peines encourues par les soldats accusés de faute ou de crime lors de leur service dans l'armée. Conan trouve les peines infligées injustes et manifeste sa colère. Il avance que l'armée a transformé ces hommes en criminels et qu'ils ne devraient pas en être punis.

#### Dans le chapitre 4
Norbert se rend à la prison où il doit rencontrer les hommes à défendre lors du conseil de guerre. Il se rend rapidement compte qu'ils sont en réalité loin d'être des criminels, ils sont accusés de fautes mineures (vol de couverture, désertion pour avoir manqué un train, vol d'une voiture).
Lors du procès, Norbert parvient à faire innocenter tous ses clients, en gagnant la sympathie des juges.

#### Dans le chapitre 5
Le commandant veut revenir aux « saines traditions », notamment en organisant des « bals des punis dans la grande cour ». Conan fait en sorte que sa section ne soit jamais disponible pour les corvées et qu'elle ne manque de rien. Un nouveau venu, un colonel qui connait mal Conan, lui a fait un discours sévère sur le respect de la propriété. Le commissaire-rapporteur convoque Norbert à l'hôtel Athénée Palace où se tient le bureau de la justice militaire française, pour qu'il lui succède. Norbert refuse, car il n'a aucun titre ni aucune compétence juridique. Le commissaire-rapporteur trouve les arguments et Norbert accepte la proposition. Il devient donc commissaire-rapporteur près le Conseil de guerre de la N-ième division.

#### Dans le chapitre 6
Norbert reçoit Conan en tant que témoin pour lui relater un vol au « Palais de Glace », un grand magasin bucarestois. Conan n'a reconnu personne et Norbert l'informe que deux hommes de sa section ont été arrêtés. Norbert interroge Beuillard, qui répond avec assurance à toutes ses questions et affirme avoir un alibi. L'interrogatoire de Grenais se déroule comme celui de Beuillard. Norbert rencontre la vendeuse blessée dans l'attaque du « Palais de Glace » : elle est dans un état critique. Norbert interroge ensuite Forgeol, qui se contredit dans ses réponses. Il a de sérieux doutes concernant l'intégrité des trois hommes. Conan fournit un alibi à ses hommes pour la nuit du braquage.

#### Dans le dernier chapitre
Alors qu'il passait dans la région où Conan habite en France, Norbert, désormais professeur de lettres, lui rend visite. Il peine à reconnaître son ancien camarade ; en effet, celui-ci s'est métamorphosé : il a grossi, semble avoir vieilli, se déplace comme un vieillard et son visage est bouffi. Le lecteur découvre alors pourquoi Conan a changé à ce point et pas Norbert, qui est resté le même : Conan a eu une expérience bien pire de la guerre, puisqu'il se battait au corps-à-corps à corps, tandis que Norbert en a été épargné. De plus, Conan était considéré comme un héros pendant la guerre ; une fois celle-ci terminée, il ne trouve pas sa place en temps de paix, traumatisé d'avoir été confronté à tant de violence.

## Les personnages

### Les personnages fictifs
Les deux personnages principaux sont Norbert, un lieutenant appelé, dynamique, instruit et compétent et Conan, lieutenant appelé lui aussi, direct, brutal et autoritaire. Les deux soldats se rencontrent sur le front en Roumanie lors de la Première Guerre mondiale.

### Les personnages historiques
L’œuvre de Roger Vercel tient à la fois du roman autobiographique et du roman de fiction. Il ne s’agit pas d’un récit autobiographique, même si les événements racontés par l’auteur ont, en partie, été vécus par lui. Il tient à ce que le narrateur ne porte pas son nom[réf. souhaitée]. Le lieutenant Norbert, le capitaine Conan et les autres sont bien des personnages de fiction créés par Vercel, bien qu’ils possèdent probablement les traits d'individus ayant réellement existés. Certains personnages comme le général Henri Berthelot ont réellement existé.
L'un des "capitaines Conan" les plus célèbres est sans doute le général Jean Callies, qui donne ensuite son nom à la 173e promotion de Saint-Cyr.

## Les lieux de l'action

### Chapitre 1
Le début de l'histoire se déroule dans la tente du lieutenant (Norbert, mais on ne connait pas encore son nom) sur les berges du Danube(Norbert tombe dedans). Puis l'histoire continue dans le bois(Norbert réussit à y arriver à quatre pattes). Le chapitre se poursuit et se termine dans le P.C. de Conan.

### Chapitre 2
Le chapitre 2 commence sur la place carrée du Cercle militaire de Bucarest. La parade se déroule sur l'avenue de la Victoire, emprunte le boulevard Elisabeth, le Boulevard Carol et tourne autour de la place Michel-le-Brave avant de revenir d'où elle est partie. Une heure plus tard, Norbert retrouve Conan à la popote où il apprend qu'il est de « service de place ». Il parcourt la ville en passant par les rues Sărindar, Lipscani et Bulandra ainsi que les quais de la Dâmbovița pour enfin revenir à la caserne.

### Chapitre 3
Au début de ce chapitre, les deux amis Conan et Norbert se trouvent au bout de l'avenue de la Victoire, au début de la chaussée Kiseleff. Ils traversent en tramway les boulevards Carol et Elisabeth et passent ensuite dans le parc Cișmigiu pour enfin arriver à la popote. Après le dîner, le lieutenant Norbert et Conan se rendent au domicile de Norbert, pour déballer « le fagot ».

### Chapitre 4
Le chapitre commence dans la prison située à la caserne Alexandria, au 18 strada Sânta Anica près des quais de la Dâmbovița (aujourd'hui rue Uranus). Plus tard, c'est le premier Conseil de Guerre de Norbert au tribunal. Il retrouve le soir même Conan à la popote pour parler de leur « tourniquet ».

### Chapitre 5
Le chapitre 5 commence à la caserne et Norbert est appelé au bureau du bataillon. Il y apprend alors qu'il doit se rendre au bureau de la Justice militaire de l'hôtel Athénée Palace.

### Chapitre 6
Le chapitre se déroule principalement dans le bureau de Norbert de la place du Palais. Le lieutenant Norbert se rend également à l'hôpital pour voir la vendeuse qui est gravement blessée.

### Chapitre 7
Le chapitre se déroule d'abord sur la place Saint-Georges. Puis, les deux policiers et Norbert marchent dans les rues bucarestoises. Ils pénètrent ainsi dans des maisons de femmes pour les interroger. Ils entrent même au 4e étage d'un hôtel pour interroger une Française, Georgette. Norbert, Ștefanesco et son autre collègue policier prennent une calèche au boulevard Carol pour aller à l'autre bout de la ville, au quartier de Cotroceni. C'est là qu'habite la danseuse Ilena Sartu : ils y rencontrent Conan. Le chapitre se termine au lieu d'audience de Beuillard et Grenais.

### Chapitre 8
Le chapitre débute au parc Cișmigiu où Norbert rencontre Conan autour du lac gelé servant de patinoire. Puis les troupes françaises quittent Bucarest en train et partent pour la Bulgarie, dans la station thermale de Gorna Banja, à 10 kilomètres de Sofia : Norbert et Conan s'y retrouvent et le soir, une fête est organisée dans la salle d'école en l'honneur de la promotion de Conan en capitaine. De Scève raconte à Norbert ses souvenirs de l'ancien lieutenant et de son corps franc sur le front.

## La chronologie de l'action
D'après l'édition du Livre de poche (1934),
Chapitre 1:
- 22 novembre 1918 (près du Danube, en Macédoine, sous la tente) p. 8
- 5 semaines plus tôt (en Bulgarie et Macédoine) p. 8
- 15 septembre 1918 (Sokol) p. 13
- janvier 1917 (Orient) p. 15

Chapitre 4:
- "13 décembre, à 18 h 30" (avenue de la Victoire) p. 70

Chapitre 6:
- Début de la première guerre mondiale (Palais de Glaces) p. 94
- Nuit du 16 décembre 1918, 4 heures du matin (Boulevard Carol) p. 90/96/100

Chapitre 7:
- 17 décembre 1918, 6 heures du matin (Place St-Georges) p. 104
- 10 février 1919 (vers 9 h) (en Bulgarie) p. 124/125

Chapitre 9:
- 12 avril 1919 (P.C.) p. 128
- 15 avril 1919 (à Bucarest) p. 136
- 26, 27, 30 mars (en Bulgarie) p. 139/140/141

## L'argotdes soldats
Dans le livre Capitaine Conan, on peut voir un grand nombre de mots provenant de l'argot militaire français de la Première guerre mondiale :
- gamelles[6] : assiettes
- guitounes[34] : tentes (mot arabe)
- grolles[35] : chaussures
- pinard[36] : vin
- rempiler[37] : (se) rengager
- becqueter[38] : manger
- bled[39] : terrain libre
- piaffe[40] : orgueil, vanité
- popote[11] : cuisine pauvre, table d'hôte
- bodega(s)[41] : magasin d'alcool (mot américain)
- poilu[42] : soldat français de la première guerre mondiale
- dragon[43] : soldats de cavalerie, à l'origine de l'infanterie montée
- biffe[43] : infanterie de ligne, soldats à pied
- tôle[44] : prison
- tringlot[16] : soldat du train
- bec de gaz[16] : agent de police
- popote[17] cuisine
- poulet[17] policier, agent en civil, inspecteur, agent des mœurs
- badinage[45] blaguer, flirter, folâtrer, s'amuser
- corvée[46] tâche pénible, fatigante qui est imposée à quelqu'un
- hourvari[47] vacarme, tapage
- goguenard[48] moqueur blagueur
- raboter[47] polir
- capote[49] : manteau que portaient les soldats pendant la Grande Guerre
- falot[49] terne, éteint
- avoir le cafard[50] ne pas avoir le moral
- blairer[51] sentir
- pépère[51] tranquille, calme
- broc[19] pot, récipient
- pageot[52] lit
- filon[53] veine, situation agréable
- nouba[54] fanfare des tirailleurs d'Afrique du Nord
- bachot[54] barque
- bagne[55] lieu où étaient détenus les condamnés aux travaux forcés, enfer
- roupiller[56] dormir
- mufle[57] individu grossier, mal élevé
- cornard[58] mari victime de l'infidélité de son épouse
- bled[58] petit village sans intérêt
- fagot[59] forçat, bagnard, condamné aux travaux forcés, galérien
- trique[59] gourdin, bâton
- colon[59] colonel
- rosse[60] mauvais cheval
- toutou[23] chien
- youtre[61] juif
- guignol[61] acteur, idiot
- musette[61] sac de toile dans lequel on donne de l'avoine aux chevaux stationnaires
- bigorne[62] tuer, battre, frapper
- gars[63] : Garçon, jeune homme
- types[64] : Homme, bougre
- ils n'étaient pas du côté du manche[64] : ne pas être du côté du plus fort, ne pas être du bon côté
- tourniquet[65] : conseil de guerre, conseil militaire
- cafarder[66] : dénoncer, déprimer
- cogne[66] : Gendarme
- en rab[67] : (en rabiot) en trop, en surplus, du reste
- dépotoir[68] : pot de chambre
- buls[69] : Bulgare
- traquenard[69] : piège
- paumer[70] : perdre
- goupiller[26] : ruser
- charrier[71] : se moquer, railler, ironiser
- bobard[72] : mensonge
- crâner[73] : avoir un air vaniteux, se montrer plus fort que les autres
- bâfrer[73] :manger goulûment
- carrosserie[74] : corps (humain) très solide
- calot[75] : coiffure militaire
- bévue[76] : erreur, maladresse
- goguenard[77] : moqueur, blagueur
- boulot[77] : travail
- tringlot[29] : soldat du train des équipages
- causer[29] : discuter
- papelard[29] : papiers d'identité, document, lettre, missive
- cocu[29] : qui est trompé par son ou sa conjoint(e)
- burlingue[78] : Bureau
- pognon[78] : Argent
- rondin[78] : (balancer un rondin ) déféquer
- saloperie[30] : ce qui est sale, dégoûtant, répugnant, immoral
- foutre[79] : Faire, se mettre
- gosse[79] : enfant
- salaud[80] : personne grossière, ingrate, injuste, méprisable, égoïste
- bouclez-la[80] : taisez-vous
- grimpant (un)[80] : pantalon
- moulure[81] : excrément
- candeur[82] : Innocence, ingénuité
- un coup de cafard[83] : un coup de blues
- klebs[83] : chien
- fouailler[83] : Réprimander, corriger
- chancre[84] : usurier ( bouffer comme un chancre = manger beaucoup)
- rempilé (un)[84] : Militaire de carrière, sous-officier rengagé, soldat rengagé
- esquinter[84] : abîmer
- ballot[85] : Niais, idiot, bête, sot, imbécile, maladroit
- gouapes[86] : voyou vicieux, débauché
- les anneaux de cuillers[87] : les goupilles des leviers d'armement (des grenades)
- œufs ou citrons[88] : grenades offensives
- seringues[89] : armes à feu, pistolets.

## L'adaptation deBertrand Tavernier(1996)
L'adaptation de Bertrand Tavernier avec la participation de Philippe Torreton, Samuel Le Bihan et Bernard Le Coq reste fidèle au livre, notamment quant aux personnages : Conan, Norbert, De Scève, Jean-René Erlane et tous les autres personnages conservent les mêmes noms, le même caractère. Il existe cependant des différences: 
- Certaines scènes sont ajoutées par Tavernier, notamment des scènes muettes pendant la guerre.
- Dans le livre de Roger Vercel, quelques retours en arrière (notamment le début) sont présents tandis que tout est remis dans l'ordre chronologique dans l'adaptation de Bertrand Tavernier.
- Les dialogues peuvent changer entre les deux œuvres ; Tavernier les modifie quelquefois pour y ajouter de l'humour.

Le réalisateur cherche aussi à faire connaître ce récit par le grand public, qui aurait, selon lui, injustement sous-estimé ce roman, à la suite d'une critique déplorable d'un journaliste en 1934.
D'autre part, Roger Vercel témoigne des horreurs de la Première Guerre mondiale, qu'il a lui-même vécues.
Bertrand Tavernier, au travers de ce film, dénonce quant à lui, en mettant en scène des soldats mobilisés après la guerre et obligés de se battre, des faits plus récents : le cas des appelés de la Guerre d'Algérie.